# سچنوف ۵۲۳۴
سیارک ۵۲۳۴ (به انگلیسی: 5234 Sechenov، نامگذاری:1989VP) پنج هزار و دویست و سی و چهارمین سیارک کشف شده‌است که در ۴ نوامبر ۱۹۸۹ کشف شد.
قدر مطلق سیارک برابر ۱۱٫۴۰ است.